# Amblyceps mangois
Amblyceps mangois е вид лъчеперка от семейство Amblycipitidae. Видът не е застрашен от изчезване.

## Разпространение
Разпространен е в Бангладеш, Индия (Аруначал Прадеш, Асам, Бихар, Западна Бенгалия, Манипур, Мегхалая, Мизорам, Нагаланд, Сиким, Трипура, Утар Прадеш и Химачал Прадеш) и Непал.

## Описание
На дължина достигат до 12,5 cm.